# Polnische Meisterschaften im Skilanglauf 2019
Die Polnischen Meisterschaften im Skilanglauf 2019 fanden am 9. und 10. März 2019 in Wisła und vom 28. bis zum 31. März 2019 in Szklarska Poręba statt. Ausgetragen wurden bei den Männern die Distanzen 15 km und 30 km und bei den Frauen 10 km und 15 km. Zudem wurden Sprint, Teamsprint und Staffelrennen absolviert. Die Sprintrennen und das 10- bzw. 15-km-Rennen am 9. und 10. März wurden im Rahmen des Slavic-Cups ausgetragen. Bei den Männern gewann Maciej Staręga im Sprint sowie im Teamsprint zusammen mit Paweł Klisz und mit der Staffel für den KS AZS-AWF Katowice. Zudem siegte Dominik Bury über 15 km und 30 km. Bei den Frauen holte Monika Skinder den Meistertitel im Sprint, Izabela Marcisz über 10 km und Justyna Kowalczyk über 15 km. Den Teamsprint und das Staffelrennen gewann der LKS Markam Wiśniowa Osieczany.

## Ergebnisse Herren

### Sprint klassisch
| Platz | Name                | Verein                |
| ----- | ------------------- | --------------------- |
| 1     | Maciej Staręga      | UKS Rawa Siedlce      |
| 2     | Dominik Bury        | MKS Istebna           |
| 3     | Kamil Bury          | MKS Istebna           |
| 4     | Łukasz Bachleda     | UKS Regle Koscielisko |
| 5     | Robert Bugara       | UKS Regle Kościelisko |
| 6     | Krzysztof Małkiński | KS AZS-AWF Katowice   |
| 7     | Sebastian Bryja     | UKS Regle Kościelisko |
| 8     | Arkadiusz Posiadała | UKS Rawa Siedlce      |

Datum: 9. März

Es waren 31 Läufer am Start. Dieses Rennen gehörte zugleich zum Slavic Cup.

### Teamsprint klassisch
| Platz | Team                                               | Zeit (min) |
| ----- | -------------------------------------------------- | ---------- |
| 1     | UKS Rawa SiedlcePaweł Klisz Maciej Staręga         | 20:12,9    |
| 2     | MKS IstebnaDominik Bury Kamil Bury                 | 20:22,8    |
| 3     | KS AZS-AWF KatowiceKacper Antolec Jan Antolec      | 20:58,0    |
| 4     | UKS Regle KościeliskoRobert Bugara Sebastian Bryja | 22:03,3    |
| 5     | MKS KarkonoszeMichał Boreczek Michał Skowron       | 23:03,0    |
| 6     | UKS Rawa SiedlceMaciej Krajcer Piotr Sobiczewski   | 23:05,9    |

Datum: 28. März

Es waren 11 Teams am Start.

### 4 × 7,5 km Staffel
| Platz | Team                                                                                  | Zeit (std) |
| ----- | ------------------------------------------------------------------------------------- | ---------- |
| 1     | UKS Rawa SiedlceDaniel Iwanowski Maciej Staręga Piotr Sobiczewski Paweł Klisz         | 1:36:24,3  |
| 2     | UKS Regle KościeliskoRobert Bugara Mateusz Chowaniak Marcin Rzeszótko Łukasz Bachleda | 1:38:09,9  |
| 3     | KS AZS-AWF KatowiceJan Antolec Dawid Bril Wojciech Pelczar Kacper Antolec             | 1:40:29,9  |

Datum: 29. März

Es waren 5 Teams am Start.

### 15 km Freistil
| Platz | Name                | Verein                | Zeit (min) |
| ----- | ------------------- | --------------------- | ---------- |
| 1     | Dominik Bury        | MKS Istebna           | 38:50,6    |
| 2     | Mariusz Michałek    | MKS Istebna           | 42:04,9    |
| 3     | Mateusz Chowaniak   | UKS Regle Kościelisko | 42:05,5    |
| 4     | Marcin Rzeszótko    | KS AZS-AWF Katowice   | 43:55,5    |
| 5     | Krzysztof Małkiński | KS AZS-AWF Katowice   | 44:51,1    |
| 6     | Wiktor Czaja        | KS Jednosc nowy sacz  | 45:30,7    |
| 7     | Michał Boreczek     | KS AZS-AWF Katowice   | 45:44,3    |
| 8     | Piotr Sobiczewski   | UKS Rawa Siedlce      | 45:48,6    |
| 9     | Łukasz Bachleda     | UKS Regle Koscielisko | 45:51,6    |
| 10    | Łukasz Marmoł       | KS Jednosc nowy sacz  | 46:17,2    |

Datum: 10. März

Es waren 25 Läufer am Start. Dieses Rennen gehörte zugleich zum Slavic Cup.

### 30 km klassisch Massenstart
| Platz | Name               | Verein                | Zeit (std) |
| ----- | ------------------ | --------------------- | ---------- |
| 1     | Dominik Bury       | MKS Istebna           | 1:22:06,1  |
| 2     | Maciej Staręga     | UKS Rawa Siedlce      | 1:22:30,4  |
| 3     | Jan Antolec        | KS AZS-AWF Katowice   | 1:22:35,3  |
| 4     | Paweł Klisz        | UKS Rawa Siedlce      | 1:22:58,9  |
| 5     | Mateusz Chowaniak  | UKS Regle Kościelisko | 1:25:21,9  |
| 6     | Michał Skowron     | MKS Karkonosze        | 1:27:04,2  |
| 7     | Mateusz Haratyk    | Trójwieś Beskidzka    | 1:31:46,8  |
| 8     | Bogusław Gracz     | LKS Witów SKI         | 1:33:27,9  |
| 9     | Wojciech Pelczar   | KS AZS-AWF Katowice   | 1:34:14,9  |
| 10    | Robert Paszkiewicz | KS Ski Team Wodzislaw | 1:47:50,3  |

Datum: 31. März

Es waren 12 Läufer am Start.

## Ergebnisse Frauen

### Sprint klassisch
| Platz | Name                | Verein                              |
| ----- | ------------------- | ----------------------------------- |
| 1     | Alena Procházková   | Slowakei                            |
| 2     | Monika Skinder      | MULKS Tomaszów Mazowiecki           |
| 3     | Izabela Marcisz     | Stowarzyszenie Sportowe Prządki-ski |
| 4     | Eliza Rucka         | KS AZS-AWF Katowice                 |
| 5     | Agata Warło         | NKS Trojwies Beskidzka              |
| 6     | Magdalena Kobielusz | Sokół Szczyrk                       |

Datum: 9. März

Es waren 47 Läuferinnen am Start. Dieses Rennen gehörte zugleich zum Slavic Cup

### Teamsprint klassisch
| Platz | Team                                                          | Zeit (min) |
| ----- | ------------------------------------------------------------- | ---------- |
| 1     | LKS Markam Wiśniowa-OsieczanyUrszula Łętocha Weronika Kaleta  | 24:01,2    |
| 2     | MKS IstebnaKarolina Kukuczka Marcelina Wojtyła                | 25:55,0    |
| 3     | LKS Witów SKI Mszana GórnaEwelina Kołodziej Klaudia Kołodziej | 26:32,5    |
| 4     | LKS Markam Wiśniowa-OsieczanyIwona Piekarz Karolina Kaleta    | 26:57,3    |
| 5     | MKS Halicz UstrzykiLuiza Motyka Andżelika Szyszka             | 27:12,2    |
| 6     | NKS Trójwieś BeskidzkaAgata Warło Ewa Gazur                   | 28:01,2    |

Datum: 28. März

Es waren 10 Teams am Start.

### 4 × 5 km Staffel
| Platz | Team                                                                                           | Zeit (std) |
| ----- | ---------------------------------------------------------------------------------------------- | ---------- |
| 1     | LKS Markam Wiśniowa OsieczanyUrszula Łętocha Iwona Piekarz Weronika Kaleta Karolina Kaleta     | 1:16:20,0  |
| 2     | LKS Witów SKI Mszana GórnaMagdalena Murzyn Klaudia Kołodziej Julia Demkowska Ewelina Kołodziej | 1:21:02,4  |
| 3     | UKS Rawa SiedlceJoanna Bronisz Anna Bielecka Justyna Stefaniuk Anna Staręga                    | 1:24:34,7  |
| 4     | MKS Halicz Ustrzyki DolneOliwia Buśko Andżelika Szyszka Luiza Motyka Emilia Kwaśniak           | 1:25:19,7  |
| 5     | MKS KarkonoszeNatalia Wysocka Jagienka Czubernat Aleksandra Mikołajczyk Róża Łyjak             | 1:30:14,1  |

Datum: 29. März

Es waren 6 Teams am Start.

### 10 km Freistil
| Platz | Name                | Verein                              | Zeit (min) |
| ----- | ------------------- | ----------------------------------- | ---------- |
| 1     | Izabela Marcisz     | Stowarzyszenie Sportowe Prządki-ski | 28:08,7    |
| 2     | Magdalena Kobielusz | Sokół Szczyrk                       | 29:57,0    |
| 3     | Agata Warło         | NKS Trojwies Beskidzka              | 30:20,4    |
| 4     | Marcelina Wojtyła   | KS AZS-AWF Katowice                 | 31:44,1    |
| 5     | Monika Skinder      | MULKS Tomaszów Mazowiecki           | 32:00,6    |
| 6     | Karolina Kukuczka   | MKS Istebna                         | 32:11,2    |
| 7     | Ewelina Kołodziej   | LkS Witow ski                       | 33:22,7    |
| 8     | Sonia Miczołek      | UkS Jednosc nowy sacz               | 33:40,1    |
| 9     | Klaudia Kołodziej   | LkS Witow ski                       | 34:13,8    |
| 10    | Karolina Kaleta     | LKS Markam Wiśniowa-Osieczany       | 34:33,4    |

Datum: 10. März

Es waren 39 Läuferinnen am Start. Dieses Rennen gehörte zugleich zum Slavic Cup.

### 15 km klassisch Massenstart
| Platz | Name                | Verein                        | Zeit(min) |
| ----- | ------------------- | ----------------------------- | --------- |
| 1     | Justyna Kowalczyk   | KS AZS-AWF Katowice           | 43:16,0   |
| 2     | Urszula Łętocha     | LKS Markam Wiśniowa Osieczany | 46:26,5   |
| 3     | Weronika Kaleta     | LKS Markam Wiśniowa Osieczany | 49:10,9   |
| 4     | Agata Warło         | NKS Trójwieś Beskidzka        | 49:32,2   |
| 5     | Magdalena Kobielusz | Sokół Szczyrk                 | 50:40,8   |
| 6     | Marcelina Wojtyła   | MKS Istebna                   | 52:47,4   |
| 7     | Andżelika Szyszka   | MKS Halicz Ustrzyki           | 54:16,8   |
| 8     | Klaudia Kołodziej   | LKS Witów SKI                 | 58:03,4   |

Datum: 31. März

Es waren 15 Läuferinnen am Start.